# Станіслав Пташицький
Станісла́в Пташи́цький (пол. Stanisław Ptaszycki; 12 квітня 1853 — 20 грудня 1933) — польський і російський філолог та історик. Професор (1918). Член Польської академії мистецтв (чл.-кор. — із 1904, дійсний член — із 1931) Варшавського наукового товариства, Польського історичного товариства (почесний член — із 1925), Польського геральдичного товариства, Товариства історії при Петербурзькому університеті та ін. польських і російських наукових товариств.

## Біографія
Народився в с. Кузово поблизу Москви. Навчався в Санкт-Петербурзі під керівництвом І.Срезневського та В.Ламанського. 1877 став кандидатом історико-філологічних наук. 1877—1918 — асистент і доцент у Петербурзькому університеті, водночас викладав російську літературу в Петербурзькій духовній академії (1892—1918). Досліджував архіви та бібліотеки С.-Петербурга, Відня, Будапешта (нині столиця Угорщини), а також Італії. Автор численних праць з історії Литви, видавець литовських хронік та ін. джерел. Уклав один із найповніших інвентарів Литовської метрики (1884—1887) («Описание книг и актов Литовской метрики»; С.-Петербург, 1887). Досліджував також історію литовських шляхетських родів. Разом з О.Соболевським видав таблиці російської палеографії 14 ст. (1903). Популяризував здобутки польської науки в Росії.
1918 переїхав назавжди до Польщі. Екстраординарний професор Католицького університету в Любліні (Польща; зав. кафедри допоміжних історичних дисциплін 1918—1919 і 1920—1926), а також Університету Стефана Баторія у Вільно (нині м. Вільнюс; зав. кафедри допоміжних історичних дисциплін; 1919—1920); водночас обіймав посаду директора Державного архіву в Любліні (1918—1919 і 1921—1926). Брав участь у поверненні польських архівних зібрань із Росії 1920—1922. 1926—1931 — гол. директор державних архівів у Польщі. Заснував і редагував (1927—1932) часопис «Archeion».
Досліджував польську літературу 16 ст. (творчість М. Рея, Л. Гурницького, А. Кжицького, М. Стрийковського, А.-П. Нідецького). Автор важливих праць із царини спеціальних історичних дисциплін («Encyklopedia nauk pomocniczych historii i literatury», 1919; 2-ге вид. — 1922) та архівознавства («Inwentarz Archiwum Koronnego z r.1613» (1928), «Uzupeinienia» (1929)).